# Ürschar

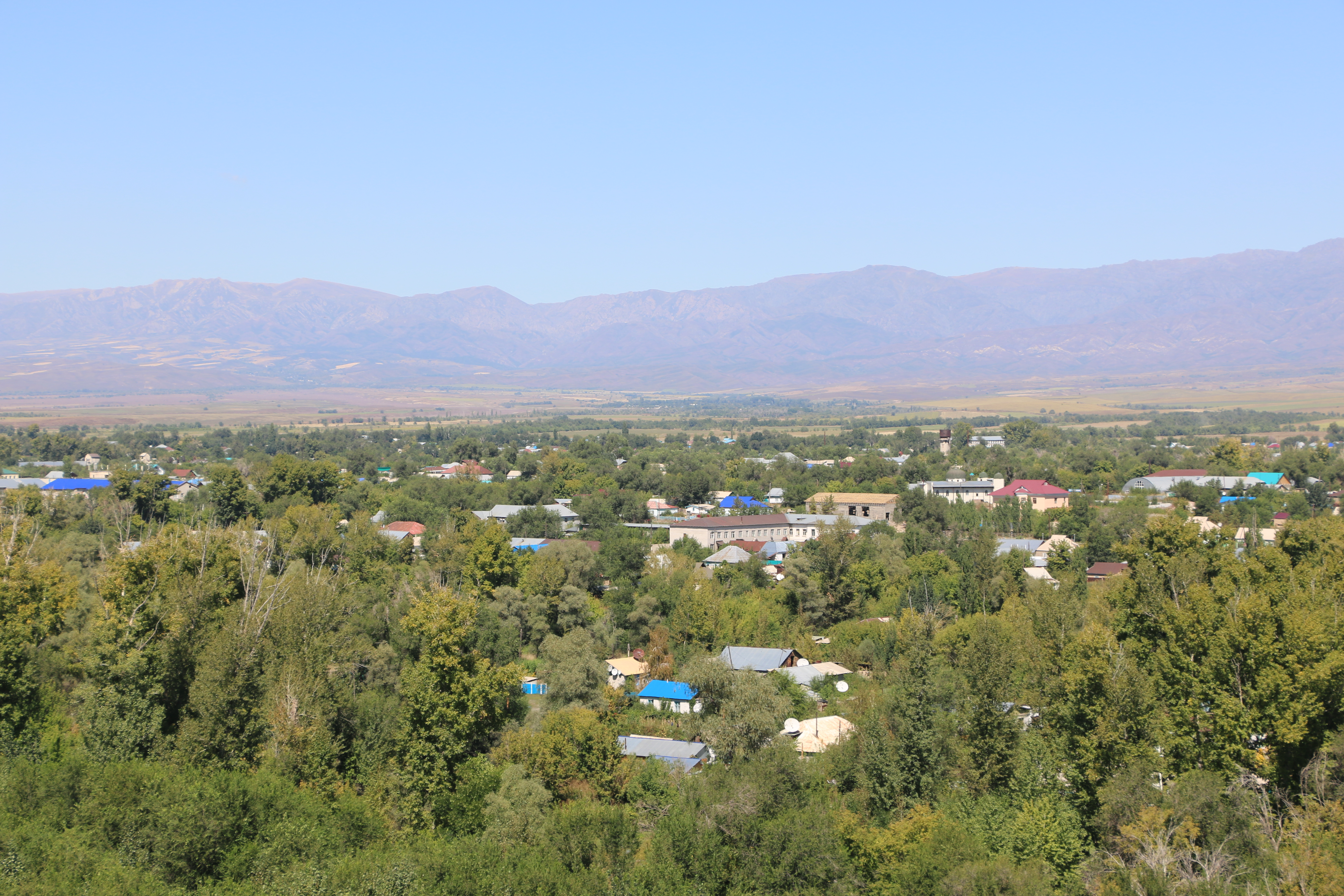
Ürschar

Ürschar (kasachisch Үржар Ürjar, russisch Урджар Urdschar) ist ein Ort in Kasachstan.

## Geografie
Ürschar liegt im Osten Kasachstans im Gebiet Abai am südlichen Fuße des Tarbagataigebirges. Durch den Ort fließen zwei kleine Flüsse, die im nahegelegenen Gebirge entspringen und sich südlich von Ürschar zum gleichnamigen Fluss Ürschar vereinigen; dieser mündet schließlich in den Alakölsee. Der Ort befindet sich etwa 130 Kilometer südöstlich von Ajagös und rund 100 Kilometer nordwestlich der chinesischen Stadt Tacheng.

## Geschichte
Der Ort wurde 1854 als Kosakensiedlung gegründet. Seine Gründung war Teil der Kampagne zur Zunahme der russischen Bevölkerung in den Regionen Semiretschje und Ili durch den russischen Zaren Alexander II. Das Dorf trug zuerst den Namen Staniza Karabulakskaja (Станица Карабулакская) und diente vor allem dazu, den südöstlichen Teil der Region Semipalatinsk zu erschließen. Die Bevölkerung bestand zuerst vorwiegend aus sibirischen Kosaken, später siedelten sich weitere Siedler, hauptsächlich Bauern, aus Sibirien hier an. Später wurde er in Staniza Urdscharskaja (Станица Урджарская) umbenannt. Der Ort entwickelte sich zu einem regionalen Handelszentrum, so führten Karawanenrouten durch Ürschar und zwischen 1867 und 1879 beherbergte das Dorf eine chinesische Handelsmission.

## Bevölkerung
Bei der Volkszählung 1999 hatte Ürschar 16.830 Einwohner. Die Volkszählung 2009 ergab für den Ort eine Einwohnerzahl von 17.320. Bei der letzten Volkszählung 2021 lebten 17.296 Menschen in Ürschar. Die Fortschreibung der Bevölkerungszahl ergab zum 1. Januar 2025 eine Einwohnerzahl von 16.978.
| Einwohnerentwicklung               | Einwohnerentwicklung | Einwohnerentwicklung | Einwohnerentwicklung | Einwohnerentwicklung | Einwohnerentwicklung | Einwohnerentwicklung | Einwohnerentwicklung |
| 1939                               | 1959                 | 1970                 | 1979                 | 1989                 | 1999                 | 2009                 | 2021                 |
| ---------------------------------- | -------------------- | -------------------- | -------------------- | -------------------- | -------------------- | -------------------- | -------------------- |
| 9.002                              | 12.604               | 17.108               | 18.259               | 18.491               | 16.830               | 17.320               | 17.296               |
| Anmerkung: Volkszählungsergebnisse |                      |                      |                      |                      |                      |                      |                      |

## Verkehr
Ürschar verfügt über einen kleinen Regionalflughafen (IATA-Code: UZR, ICAO-Code: UASU) . Von hier gibt es Verbindungen nach Almaty, Astana sowie nach Öskemen und Semei. Durch den Ort verläuft die kasachische Fernstraße A8, die als Ost-West-Route von Taskesken über Ürschar bis zur chinesischen Grenze bei Tacheng führt.

## Söhne und Töchter des Ortes
- Oxana Jazkaja (* 1978), Skilangläuferin
- Jerdos Achmadijew (* 1985), Skilangläufer
- Dias Keneschow (* 1985), Biathlet
- Almat Kebispajew (* 1987), Ringer